# Royal National Rose Society
La Royal National Rose Society (Société royale nationale des roses) est une association britannique consacrée à la culture et à la connaissance des roses. Elle a été fondée en 1876 et à son siège à Saint Albans dans le sud du Hertfordshire en Angleterre. C'est une association dont les membres viennent aussi bien du milieu des pépiniéristes professionnels que des jardiniers amateurs du Royaume-Uni, mais aussi du reste du monde.
Une des principales fonctions de la Société est de mener des essais de nouvelles races de rosiers venant du monde entier. Ces essais, International Merit Trials, qui se déroulent au « Gardens of the Rose » pour des sélectionneurs professionnels et amateurs, sont renommés internationalement.
La Société, autant que possible, apporte une aide sur toute question relative aux roses, depuis la recherche d'une rose particulière jusqu'à l'identification de rosiers, aussi bien que les conseils généraux ou spécifiques en matière de culture des rosiers.
Elle détient également une très importante bibliothèque sur les roses et rosiers, avec des livres au tout début des années 1900. C'est une ressource mise à disposition aussi bien des membres de la Société que de nombreuses institutions d'enseignement affiliées à travers le monde.
La Société, depuis sa renaissance en 2005, publie une revue annuelle intitulée The Rose Annual.
La vitrine de la Société est le jardin de la Royal National Rose Society (Royal National Rose Society Gardens et précédemment The Gardens of the Rose) situé à son siège. Il présente plus de 30 000 rosiers. Il est resté fermé aux visiteurs pendant quatre ans pour permettre sa modernisation. et a rouvert ses portes au public le 9 juin 2007.
Mise sous administration puis dissoute en 2017, la société renaît sous l'impulsion de quelques membres passionnés au travers de la Rose Society UK.